# Storbrettingskollen
De Storbrettingskollen is een berg behorende bij de gemeente Lom in de provincie Oppland in Noorwegen. De berg, gelegen in Nationaal park Reinheimen, heeft een hoogte van 1851 meter.
De Storbrettingskollen is onderdeel van het gebergte Reinheimen.